# Democratisch Forum voor Arbeid en Vrijheid
Het Democratisch Forum voor Arbeid en Vrijheid, beter bekend als Ettakatol (Arabisch: التكتل الديمقراطي من أجل العمل والحريات, at-Takattul ad-Dīmuqrāṭī min ajl il-‘Amal wal-Ḥurriyyāt ; Frans: Ettakatol – Forum démocratique pour le travail et les libertés, FDTL) is een sociaaldemocratische politieke partij in Tunesië. De partij werd opgericht op 9 april 1994 en officieel erkend op 25 oktober 2002. De oprichter en secretaris-generaal is de radioloog Moestafa Ben Jaafar.
Na de Jasmijnrevolutie werd Ettakatol bij de grondwetgevende verkiezingen op 23 oktober met 20 zetels (9,2%) de vierde partij van Tunesië. Op 23 december 2011 trad Ettakatol samen met de Ennahda-beweging en het Congres voor de Republiek toe tot de regering-Jebali; Moestafa Ben Jaafar werd voorzitter van de grondwetgevende vergadering (parlementsvoorzitter).